# Abinsk
 Coordenadas : formato inválido

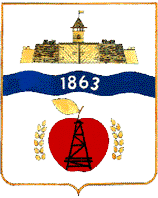
Brasão de Armas

Abinsk (russo:Аби́нск))conhecida como Abinsky ((Аби́нский)) é uma cidade localizada em Krasnodar Krai, Rússia, a 75 km sudoeste de Krasnodar. Sua população é de 33.734 habitantes.